# 扎里奇亞 (馬涅維奇區)
51°11′3″N 25°54′59″E / 51.18417°N 25.91639°E
扎里奇亞（烏克蘭語：Заріччя），是烏克蘭西北部的村落，隸屬沃倫州的盧茨克區。該村始建於1577年，面積1.57平方公里，海拔高度168米，2001年人口382，人口密度每平方公里243.31人。